# Gymnangium montagui
Gymnangium montagui is een hydroïdpoliep uit de familie Aglaopheniidae. De poliep komt uit het geslacht Gymnangium. Gymnangium montagui werd in 1912 voor het eerst wetenschappelijk beschreven door Billard.

## Beschrijving
De hoofdstelen van deze soort dragen zijtakken in afwisselende reeksen aan weerszijden van de hoofdstengel en vormen zo een veerachtige kolonie. De kleur van levende exemplaren is diepbruin. De voedende poliepen worden gedragen in een enkele reeks langs de zijtakken, elk omgeven door drie defensieve poliepen. Deze soort reproduceert van september tot november, met witte bolvormige capsules langs de hoofdnerf van elke pluim. Typisch 90 mm hoog en ongeveer 20 mm over de kolonie.

## Verspreiding
Op de Britse Eilanden is dit een zuidelijke soort, met gegevens uit het zuidwesten van Engeland en Wales, en de westkust van Ierland in noordelijke richting tot Rathlin Island, Co Antrim. Dit is een schaarse soort die voorkomt in helder water dieper dan 10 meter, waar hij dichte klompen vormt op horizontale rotsoppervlakken in gematigde getijdenstromen en matige tot hoge niveaus van blootstelling aan golven.